# Stenorhopalus lepturoides
Stenorhopalus lepturoides är en skalbaggsart som först beskrevs av Blanchard 1851.  Stenorhopalus lepturoides ingår i släktet Stenorhopalus och familjen långhorningar. Inga underarter finns listade i Catalogue of Life.